# Elzear Kinský
Elzear Kinský OFM (?–1776) byl český františkán a teolog.

## Život a dílo
Narodil se ve Slaném, zřejmě někdy okolo roku 1730, jistě pak před rokem 1741.
V roce 1759 vyučoval teologii františkánské kleriky na klášterních studiích v Olomouci. Jím prezidované teze tehdy (1759) spolu s učebnicemi dalších lektorů Alberta Langnera a Anakléta Bürgermeistera vytiskl řádový příznivec, olomoucký tiskař Josef Antonín Škarnicl. V roce 1761 byl lektorem teologie v brněnském klášteře u sv. Máří Magdaleny, kde rovněž prezidoval teze františkánských studentů: Unus subtilis theologiae annus Brunae ad S. Mariam Magdalenam...  Záhy nicméně zanechal lektorské činnosti a v letech 1763–1764 působil jako kvardián kláštera v Plzni. V roce 1768 byl Elzear Kinský zvolen definitorem české františkánské provincie a další tříleté volební období, tedy v letech 1771–1774, pak působil jako provinciál (provinční ministr) českých františkánů. Po skončení volebního období byl jmenován kustodem provincie, jímž zůstal až do své smrti. Působil též jako generální vizitátor františkánské provincie Rakousko a Tyroly. Na sklonku života působil Elzear Kinský ve Znojmě, zřejmě též jako zpovědník klarisek. Ve Znojmě také 28. července 1776 zemřel.
Pro formaci řádových juniorů a studentů sepsal Elzear Kinský příručku Tractatus moralis de virtute Religionis pro studio Franciscanorum Provniciae Bohemia Reform. scholasticorum usu ex gravioribus authoribus complitatum, vytištěnou v Praze u Jana Karla Hraby zřejmě v roce 1768, v některých variantách doplněnou o teologické teze ze studií a dedikovanou rakouskému františkánu a vizitátorovi české provincie Rudophu Zieglerovi. Údajně existuje též další vydání díla z roku 1783. Ve svazku s více rukopisnými teologickými traktáty františkánských učenců, jako byl Dominik Keppert, z let 1768–1781, se dochoval také Kinského spis Tractatus de divina gratia.